# 78433 Gertrudolf
78433 Gertrudolf este un asteroid din centura principală de asteroizi.

## Descriere
78433 Gertrudolf este un asteroid din centura principală de asteroizi. A fost descoperit pe 29 august 2002 la Observatorul Palomar de Sebastian F. Hönig. Asteroidul prezintă o orbită caracterizată de o semiaxă mare de 2,63 ua, o excentricitate de 0,03 și o înclinație de 2,7° în raport cu ecliptica.